# ادمون كايزر
ادمون كايزر (بالفرنسية: Edmond Kaiser)‏ (و. 1914 – 2000 م) هو كاتب، وناشط في العمل الإنساني، وعضو في المقاومة الفرنسية ‏، وصحفي، وصيدلي من فرنسا، وسويسرا، ولد في باريس، توفي في كويمباتور، عن عمر يناهز 86 عاماً.